# Hein Eersel
Christiaan Hendrik Eersel, detto Hein (Paramaribo, 9 giugno 1922 – Paramaribo, 11 giugno 2022), è stato un linguista e politico surinamese.
Primo rettore dell'Università del Suriname, contribuì a normare la lingua sranan tongo, idioma più diffuso (anche se non lingua ufficiale) del paese.

## Biografia

### Origini e istruzione
Nacque a Paramaribo il 9 giugno 1922. Dopo aver ottenuto la licenza a insegnare, nel 1950 si recò nei Paesi Bassi, per studiare lingua e letteratura olandese all'Università di Amsterdam, dove divenne dottorando. Mentre era ad Amsterdam entrò a far parte dell'organizzazione Wie Eegie Sanie ("Le Nostre Cose"), fondata da studenti del Suriname per promuovere la lingua sranan tongo e la cultura surinamese.

### Carriera culturale e politica
Eersel tornò in Suriname nel 1959 e iniziò a insegnare alla Kweekschool (scuola di formazione degli insegnanti), divenendone esponente di spicco. Fu poi direttore del Taalbureau (Ufficio per le Lingue) e del Bureau Volkslectuur (Ufficio per l'Alfabetizzazione Popolare) dal 1960 al 1969. Dal marzo al novembre 1969 fu inoltre ministro per l'Educazione e lo Sviluppo della Popolazione (infatti, nonostante il Suriname fosse ancora una colonia olandese, possedeva già un governo autonomo).
Nel 1968 divenne il primo rettore dell'Università del Suriname, ancora unico istituto del suo genere nel paese, dove è stato anche docente di linguistica fino al suo pensionamento nel 1988. Contribuì alla stesura del primo dizionario ufficiale in lingua sranan tongo, edito nel 1985.
Dopo il suo ritiro visitò i Paesi Bassi per tenere lezioni di sranan tongo e continuare a promuovere la lingua.
Rimase attivo con l'associazione culturale creola NAKS fino al 2020, alla guida dello Sranan Grammar Group.

### Attività editoriale
Eersel fu sempre attivo nel promuovere la cultura surinamese, e nel 1963 si occupò di curare il primo libro di poesie edito in lingua sranan tongo: Tide ete, di Johanna Schouten-Elsenhout.
Eersel tradusse e adattò per il teatro Il barbiere di Siviglia di Beaumarchais, che debuttò al Teatro Thalia di Paramaribo nel 1960. Mentre i costumi e la messa in scena mantennero l'ambientazione originale nella Spagna del XVIII secolo, Eersel adattò alcune battute e figure retoriche per il pubblico locale. Una recensione su un giornale ha osservato che Eersel "ha messo in bocca al nostro barbiere alcune autentiche espressioni del Suriname".
Per l'ottantesimo compleanno di Eersel l'Istituto di Missiologia di Nimega, in riconoscimento del suo lavoro, ne ha pubblicato un festschrift. Eersel era un membro attivo della Chiesa cattolica del Suriname, e aveva precedentemente studiato la storia delle traduzioni della Bibbia in sranan tongo.

### Morte
Hein Eersel è morto l'11 giugno 2022, due giorni dopo il suo centesimo compleanno, a Paramaribo.

## Vita privata
Eersel sposò Florence Louise "Floor" Beck, da cui ebbe due figlie, Marthelise (in seguito direttrice dell'Unità di Crisi surinamese contro il Covid-19) e Rachel.

## Opere principali

### Libri
- Sranantongo = Surinaamse taal: een korte inleiding tot het Sranantongo, met uitgebreide woordenlijst (con Max Sordam, Paramaribo 1985)

### Traduzioni
- Il barbiere di Siviglia di Pierre-Augustin Caron de Beaumarchais, tradotto ed interpretato in lingua sranan tongo (1959-1960 circa)

### Articoli
- Varieties of Creole in Suriname: Prestige in Choice of Language and Linguistic Form, in Pidginization and Creolization of Languages (Mona 1968)[20]

### Pamphlet
- Wie is Surinamer? (Paramaribo 1964)[21]

## Onorificenze
Eersel ha ricevuto una laurea honoris causa dalla Facoltà di Scienze Sociali dell'Università del Suriname, nel 2003.
Nel 2019, mentre egli era ancora in vita, la via Gemenelandsweg di Paramaribo, dopo essere stata estesa, fu ridenominata in suo onore.